# Кубок Іспанії з футболу
Ку́бок Короля́ — щорічний футбольний турнір Іспанії, започаткований в 1903 році, є найдавнішим національним футбольним змаганням країни.
Спочатку змагання мало іншу назву — «Кубок Мадридської Міської Ради». В період між 1905–1935 роками трофей звався «Кубок Його Величності Короля Альфонсо Тринадцятого». За часів Другої Іспанської Республіки це вже був «Кубок Президента Республіки» або «Копа Еспанья» (Іспанський Кубок), а під час режиму Франко — «Кубок Верховного Генерала» (більш знаний, як Копа Хенералісімо).

## Історія
У 1902 році політик і бізнесмен Карлос Падро́с, який у 1904 став президентом футбольного клубу Мадрид, запропонував до урочистої коронації Альфонсо XIII приурочити футбольні змагання. На його ініціативу відгукнулися чотири іспанські команди — Барселона, Еспаньйол, Біская та столичний клуб Новий Футбол. Турнір отримав назву Кубок Коронації і пройшов у травні 1902 року. Його переможцем стала Біская, яка у фіналі з рахунком 2:1 перемогла Барселону. Так почалась історія Королівського Кубку, але цей турнір не визнається Королівською іспанською футбольною федерацією як розіграш Кубка Іспанії. Першим офіційно визнаним Кубком Короля став турнір 1903 року, який виграв Атлетік Більбао.
У 1910 році між іспанськими футбольними клубами відбувся розкіл. Ворожість та напруження серед команд призвели до утворення двох різних футбольних асоціацій — Іспанської Федерації Футболу та Об'єднання Іспанських Футбольних Клубів. Відтак, аж до 1913 року, кожна із асоціацій організовувала свої власні кубкові змагання, які на період цих трьох років і замінили Кубок Короля.
У 1937 році під час Громадянської війни в Іспанії, республіканські провінції провели свій власний турнір на Кубок Вільної Іспанії (Copa de España Libre). У фіналі зустрічались дві левантійські команди. Футбольний клуб Леванте, з рахунком 1:0, виборов перемогу у Валенсії. Щоправда, цей воєнний турнір так і не був офіційно визнаний Королівською Федерацією Футболу Іспанії, як кубковий.

### Власники трофею
За всю історію існування королівського турніру, було виготовлено 12 кубків різного дизайну. З них, 4 трофеї назавжди відійшло до футбольного клубу Барселона, 3 — до команди Атлетік Більбао, та один кубок отримав мадридський Реал. Цим командам було вручено кубки назавжди за 3 перемоги поспіль в рамках турніру короля, або за 5 перемог у загальній сумі зіграних матчів у турнірі. Кубок Коронації 1902 року було подаровано чемпіонам з Біскаї. Футбольному клубу «Севілья» у 1939 році дістався Кубок Верховного Генерала, а наступного року Мадридському Атлетіко, після смерті Генерала Франко, був вручений останній — 11-й трофей Хенералісімо.

## Назви турніру
- 1902 — Кубок Коронації / Кубок Його Величності Короля Альфонсо XIII (не визнаний офіційно[1]);
- 1902 — 1932 — Кубок Короля / Копа Дель Рей / Ля Копа;
- 1932 — 1936 — Кубок (Турнір) Президента Республіки;
- 1937 — Кубок Вільної Іспанії (не визнаний офіційно);
- 1938 — змагання на кубок не проводились;
- 1939 — Нагорода Генералісимуса (Верховного генерала Франко);
- 1940 — 1976 — Кубок Верховного Генерала (Копа Хенералісімо);
- 1977 — … — Кубок Короля / Копа Дель Рей / Ля Копа;

## Формат
До утворення іспанської футбольної Ліги в 1928 році, змагання на Кубок Короля відігравали роль, власне, національного чемпіонату. Відбір (класифікація) команд відбувалась через місцеві або регіональні футбольні об'єднання. З удосконаленням самої Ліги, було розроблено і зручнішу кваліфікаційну схему — через груповий етап.
На відміну від англійського Кубку Футбольної Асоціації, у іспанському турнірі кількість команд-учасниць обмежена.
Ранні тури змагання — це, так звані, матчі на виліт із командами з нижчих дивізіонів, яким надається домашня перевага. 32-ге та 16-те коло змагання, чвертьфінал та півфінал проводяться в 2 етапи. Фінал — гра на виліт на нейтральному полі.

### Зміни та модифікації
Ля Копа — змагання вибраних команд іспанської Ліги. У королівському турнірі беруть участь усі команди Прімери (найвищого дивізіону), всі команди Сегунди, найкращі футбольні клуби Сегунди «Б» та чемпіони Терсери (3-го дивізіону).
Першочергово (власне до чемпіонату 2004/05 рр.), в рамках відбору до 1/8 фіналу проводився один матч на полі більш слабкого суперника. 1/8, ¼ фіналу та півфінал проводилися в 2 етапи, фінальна зустріч проходила на нейтральному полі.
Та на період чемпіонату 2005/06 рр. Королівська Федерація Футболу змінила систему кваліфікації до Копа Дель Рей, чим викликала чимале обурення команд нижчих дивізіонів. Відтепер, команди Сегунди «Б» мали, спочатку, проводити серію матчів серед клубів свого дивізіону, потім серію стикувальних матчів із командами Сегунди «А», і тільки потім команди-переможці Сегунди отримували можливість зіграти із клубами Прімери, та і лише з тими, які не беруть участь у жодних європейських змаганнях. Ті ж футбольні команди, що на час Кубку Короля змагаються в КУЄФА чи у рамках Ліги Чемпіонів, мають певні привілеї і до боротьби в королівському турнірі включаються лише в 1/8 фіналу.
У 2006/07 рр. Королівська Федерація Футболу знову модифікувала турнір короля. Цього разу, клуби Сегунди «Б», спочатку, мали відіграти серію відбірних матчів між собою, потім зустрітися із командами Сегунди «А» і вже в 1/16 фіналу змагатися з командами Прімери, незалежно від участі останніх у євротурнірах.
Чемпіон Кубку Короля автоматично проходить відбірну класифікацію до змагань на Кубок УЄФА на наступний сезон (до 1999 року, команда-володар Ля Копи проходила класифікацію до турніру Кубка Володарів Кубків).
Також переможець королівського турніру автоматично потрапляє до фіналу Суперкубка Іспанії, де зустрічається у вирішальному матчі з переможцем національного чемпіонату.
У 2019 році володарем трофею Короля став футбольний клуб «Валенсія».

## Переможці
Найбільшу кількість разів Кубок Короля отримував каталонський клуб «Барселона» — 32 рази. «Реал Мадрид» клуб-рекордсмен за кількістю програних фіналів: він зазнавав поразок у 21 вирішальних матчах турніру.
| Клуб                       | Кількість перемог | Кількість поразок | Роки перемог |
| -------------------------- | ----------------- | ----------------- | --- |
| «Барселона»                | 32                | 11                | 1910, 1912, 1913, 1920, 1922, 1925, 1926, 1928, 1942, 1951, 1952, 1953, 1957, 1959, 1963, 1968, 1971, 1978, 1981, 1983, 1988, 1990, 1997, 1998, 2009, 2012, 2015, 2016, 2017, 2018, 2021, 2025 |
| «Атлетік» (Більбао)        | 24                | 16                | 1903, 1904, 1910, 1911, 1914, 1915, 1916, 1921, 1923, 1930, 1931, 1932, 1933, 1943, 1944, 1945, 1950, 1955, 1956, 1958, 1969, 1973, 1984, 2024                                                 |
| «Реал» (Мадрид)            | 20                | 21                | 1905, 1906, 1907, 1908, 1917, 1934, 1936, 1946, 1947, 1962, 1970, 1974, 1975, 1980, 1982, 1989, 1993, 2011, 2014, 2023                                                                         |
| «Атлетіко» (Мадрид)        | 10                | 9                 | 1960, 1961, 1965, 1972, 1976, 1985, 1991, 1992, 1996, 2013 |
| «Валенсія»                 | 8                 | 10                | 1941, 1949, 1954, 1967, 1979, 1999, 2008, 2019 |
| «Реал» (Сарагоса)          | 6                 | 5                 | 1964, 1966, 1986, 1994, 2001, 2004 |
| «Севілья»                  | 5                 | 4                 | 1935, 1939, 1948, 2007, 2010 |
| «Еспаньйол» (Барселона)    | 4                 | 5                 | 1929, 1940, 2000, 2006 |
| «Реал Бетіс»               | 3                 | 2                 | 1977, 2005, 2022 |
| «Реал Уніон»               | 3                 | 1                 | 1918, 1924, 1927 |
| «Реал Сосьєдад»            | 2                 | 4                 | 1987, 2020 |
| «Депортіво» (Ла-Корунья)   | 2                 | —                 | 1995, 2002 |
| Аренас Клуб Гечо           | 1                 | 3                 | 1919 |
| «Мальорка»                 | 1                 | 3                 | 2003 |
| «Цикліста» (Сан‑Себастьян) | 1                 | —                 | 1909 |
| Расінг (Ірун)              | 1                 | —                 | 1913 |

1. 1 2  У 1910 проводилися два кубки, Королівська іспанська футбольна федерація визнає переможців обох турнірів (Атлетік та Барселона) володарями Кубка Іспанії
2. 1 2  У 1913 проводилися два кубки, Королівська іспанська футбольна федерація визнає переможців обох турнірів (Барселона та Расінг Ірун) володарями Кубка Іспанії
3. ↑  Через чотири місяці після виграшу Кубка Короля 1909 року гравці Циклісти офіційно заснували Реал Сосьєдад і вперше виступили під цією назвою в Кубку Іспанії 1913
4. ↑  У 1915 році Расінг Ірун об'єднався зі Спортивним клубом Ірун і сформував «Реал Уніон»